# قائمة الخضروات غير النشوية
الخضروات غير النشوية هي خضروات تحتوي على نسبة أقل من الكربوهيدرات والسعرات الحرارية مقارنة بنظيراتها النشوية. وبالتالي، بالنسبة لنفس السعرات الحرارية، يمكن للمرء تناول كمية أكبر من الخضروات غير النشوية مقارنة بالحصص الصغيرة من الخضروات النشوية.
هذه القائمة قد تكون غير كاملة.
- براعم البرسيم
- جرجير
- خرشوف
- نبات الهليون
- براعم الخيزران
- الفاصوليا (أخضر، إيطالي، أصفر أو شمع)
- براعم الفاصوليا
- شمندر
- بوك تشوي
- بروكلي
- الكرنب
- قرنبيط
- كرفس
- شايوت
- الهندباء
- الملفوف الصيني
- السبانخ الصيني
- خيار
- الباذنجان
- الشمرة
- ثوم
- بصل أخضر
- الخضر (البنجر أو الكرنب، الهندباء، اللفت، الخردل، اللفت)
- قلوب النخيل
- أعشاب (بقدونس، كزبرة، ريحان، إكليل الجبل، زعتر، إلخ.)
- جيكاما
- كولرابي
- الكراث
- الخس (الهندباء، الاسكارول، الرومين أو ايس برغ)
- الفطر
- بامية
- بصل
- بقدونس
- فلفل (أخضر، أحمر، أصفر، برتقال، هالبينو)
- رابيني
- راوند
- اللفت الأصفر
- ملفوف مخلل
- البصل الأخضر
- الكراث
- البازلاء الثلجية أو البازلاء
- سبانخ
- الاسكواش الصيف
- السلق السويسري
- توماتيلو
- فجل
- كستناء الماء
- الجرجير
- كوسة